# Alhucemas (film)
Pour plus de détails, voir Fiche technique et Distribution.
Alhucemas est un film de guerre espagnol sorti en 1948, réalisé par José López Rubio. Le film, comme c'était l'usage dans l’après-guerre, exalte les valeurs militaires. Il a eu pour conseiller militaire le commandant Luis Cano Portal, et pour conseiller naval, le commandant Luis Suárez de Lezo. Alhucemas est le nom espagnol d'Al Hoceïma.

## Synopsis
Pendant la guerre du Rif, un capitaine d'infanterie débutant devient un officier modèle.

## Fiche technique
- Titre : Alhucemas
- Réalisateur : José López Rubio
- Production : Ramón Peña, Félix Noáin et Luís Noáin pour Cineestudio, S.A.
- Scénario : José López Rubio et Enrique Llovet
- Musique : Manuel Parada
- Prise de son : Miguel López Cabrera
- Format d'image : noir et blanc, 35 mm[1]
- Photographie : Francisco Centol, Andrés Pérez Cubero et Mariano Ruiz Capillas
- Montage : Petra de Nieva
- Décors : Montero, Luís Noáin et Luís Santamaría
- Costumes : Calleja, Marta Font, Munsuri et Romanillos
- Pays :  Espagne
- Année de sortie : 1948
- Genre : Film historique, Film de guerre
- Durée : 95 minutes

## Distribution
Sauf indication contraire, les informations mentionnées dans cette section peuvent être confirmées par la base de données cinématographiques IMDb,  présente dans la section « Liens externes ».
- Julio Peña : Capitaine Fernando Salas
- Nani Fernández : Alicia Almendro
- José Bódalo : Commandant Almendro
- Adriano Rimoldi : Capitaine Suárez
- Rafael Calvo Ruiz de Morales (es) : Colonel
- Tony Leblanc : Valverde
- Sara Montiel : María Luisa Pereira
- Carmen Cobeña (es)
- Carlos Martínez de Tejada
- Carlos Díaz de Mendoza : Capitaine Montero
- Conrado San Martín : Abelardo Sánchez
- José Prada : général
- Antonio Almorós
- Miguel Miranda
- Joaquín Pujol
- Rafael Romero Marchent
- Mercedes Castellanos
- Pablo Álvarez Rubio
- Alfonso Manzanares
- Salín Arévalo
- Francisco Rabal : Tostado